# Лашков, Константин Иванович
Константин Иванович Лашков — советский звукооператор.

## Биография
Работал на киностудии «Ленфильм».
Член Союза кинематографистов СССР (Ленинградское отделение).

## Фильмография
- 1960 — Мост перейти нельзя (режиссёры-постановщики: Т. Вульфович, Н. Курихин)
- 1961 — Горизонт (режиссёр-постановщик: И. Хейфиц)
- 1963 — День счастья (режиссёр-постановщик: И. Хейфиц)
- 1963 — Принимаю бой (режиссёр-постановщик: С. Микаэлян)
- 1964 — Жаворонок (режиссёры-постановщики: Н. Курихин, Л. Менакер)
- 1966 — В городе С. (режиссёр-постановщик: И. Хейфиц)
- 1966 — Сегодня — новый аттракцион (режиссёр-постановщик: Н. Кошеверова, сорежиссёр: А. Дудко)
- 1968 — Всего одна жизнь (СССР/Норвегия) (режиссёр-постановщик: С. Микаэлян)
- 1969 — Мама вышла замуж (режиссёр-постановщик: В. Мельников)
- 1970 — Салют, Мария! (режиссёр-постановщик: И. Хейфиц)
- 1971 — Красный дипломат. Страницы жизни Леонида Красина (режиссёр-постановщик: С. Аранович)
- 1972 — Здравствуй и прощай (режиссёр-постановщик: В. Мельников)
- 1972 — Карпухин (режиссёр-постановщик: В. Венгеров)
- 1973 — Где это видано, где это слыхано (телефильм) (режиссёр-постановщик: Б. Горлов)
- 1973 — Пожар во флигеле, или Подвиг во льдах (телефильм) (режиссёр-постановщик: Е. Татарский)
- 1974 — Ксения, любимая жена Фёдора (режиссёр-постановщик: В. Мельников)
- 1974 — Премия (режиссёр-постановщик: С. Микаэлян)
- 1975 — Старший сын (телефильм) (режиссёр-постановщик: В. Мельников)
- 1976 — Ключ без права передачи (режиссёр-постановщик: Д. Асанова)
- 1977 — Женитьба (режиссёр-постановщик: В. Мельников)
- 1978 — Дети как дети (телефильм) (режиссёр-постановщик: А. Шахмалиева)
- 1979—1980 — Приключения принца Флоризеля (телефильм) (режиссёр-постановщик: Е. Татарский)
- 1979 — Отпуск в сентябре (телефильм) (режиссёр-постановщик: В. Мельников)
- 1980 — Свет в окне (телефильм) (режиссёр-постановщик: А. Шахмалиева)
- 1981 — Две строчки мелким шрифтом (СССР/ГДР) (режиссёр-постановщик: В. Мельников)
- 1983 — К своим!.. (режиссёр-постановщик: В. Левин)
- 1983 — Обрыв (режиссёр-постановщик: В. Венгеров)
- 1985 — Софья Ковалевская (режиссёр-постановщик: А. Шахмалиева)

## Звукооператор дубляжа
- 1957 — Моя ошибка (Режиссёр-постановщик: Иван Кобозев) («Узбекфильм»)
- 1957 — На повороте (Режиссёр-постановщик: Александр Мандрыкин) («Таллинфильм»)
- 1966 — Лестница в небо (Режиссёр-постановщик: Раймондас Вабалас) (Литовская киностудия)

- 1938 — Женщины Нискавуори (Режиссёр-постановщик: Валентин Вала) (Финляндия)
- 1949 — Героическая симфония (Режиссёр-постановщик: Вальтер Кольм-Вельте) (Австрия)
- 1953 — Весной (Режиссёр-постановщик: Франтишек Чап) (Югославия)
- 1955 — Дай руку, жизнь моя! (Режиссёр-постановщик: Карл Хартль) (Австрия)
- 1955 — Козлёнок за два гроша (Режиссёр-постановщик: Кэрол Рид) (Великобритания)
- 1955 — Мокрые спины (Режиссёр-постановщик: Алехандро Галиндо) (Мексика)
- 1955 — Путешествие по Болгарии (Режиссёр-постановщик: Люлияна Лоренцова) (Чехословакия)
- 1955 — Страница жизни (Режиссёр-постановщик: Йоахим Кунерт) (ГДР)
- 1955 — Танковая бригада (Режиссёр-постановщик: Иво Томян) (Чехословакия)
- 1955 — Ханка (Режиссёр-постановщик: Славко Воркапич) (Югославия)
- 1956 — Берлинский роман (Режиссёр-постановщик: Берхардт Кляйн) (ГДР)
- 1956 — Вартбург (Режиссёр-постановщик: Г. Мюльпфорте) (ГДР)
- 1956 — Весенний сад (Режиссёр-постановщик: Ван Вэй-и) (Китай)
- 1956 — Весна в Татрах (Режиссёр-постановщик: М. Васиолэк) (Польша)
- 1956 — Игра с чёртом (Режиссёр-постановщик: Иозеф Мах) (Чехословакия)
- 1956 — Мэй Лань-фан (Режиссёр-постановщик: У Цзу-гуан) (Китай)
- 1956 — Наводнение (Режиссёр-постановщик: ?) (Венгрия)
- 1956 — Наши рудные горы (Режиссёр-постановщик: Эрих Бартель) (ГДР)
- 1956 — Пальто (Режиссёр-постановщик: И. Каткич) (Венгрия)
- 1956 — Это случилось на улице (Режиссёр-постановщик: Янко Янков) (Болгария)
- 1957 — Воздушный змей с края света (Китай/Франция) (Режиссёр-постановщик: Роже Пиго, Ван Кья-и)
- 1957 — Восточный экспресс (Режиссёр-постановщик: Курт Юнг-Альзен) (ГДР)
- 1957 — Две победы (Режиссёр-постановщик: Борислав Шаралиев) (Болгария)
- 1957 — Жёлтая ворона (Режиссёр-постановщик: Хэйноскэ Госё) (Япония)
- 1957 — На этой земле (Режиссёр-постановщик: Кодзабуро Ёсимура) (Япония)
- 1957 — Поп Чира и поп Спира (Режиссёр-постановщик: Сойя Йованович) (Югославия)
- 1957 — Этого нельзя забыть (Режиссёр-постановщик: Ежи Кавалерович) (Польша)
- 1958 — Алло?.. Вы ошиблись номером (Режиссёр-постановщик: Андрей Кэлэрашу) (Румыния)
- 1958 — Бегство из тени (Режиссёр-постановщик: Иржи Секвенс) (Чехословакия)
- 1958 — Дело Сюй Цю-ин (Режиссёр-постановщик: Юй Янь-фу) (Китай)
- 1958 — Любимец № 13 (Режиссёр-постановщик: Владимир Янчев) (Болгария)
- 1958 — Пепик и косолапый Брумло (Режиссёры-постановщики: И. Пуш, И. Юнгвирт) (Чехословакия)
- 1958 — Фридрих Шиллер (Режиссёр-постановщик: Макс Ян) (ГДР)
- 1958 — Швед-лотерейщик (Режиссёр-постановщик: Йоахим Кунерт) (ГДР)
- 1958 — Юный капитан (Режиссёр-постановщик: Ли Ги Сен) (Южная Корея)
- 1979 — Арабские приключения (Режиссёр-постановщик: Кевин Коннор) (Великобритания)
- 1979 — Малуала (Режиссёр-постановщик: Серхио Хираль) (Куба)
- 1981 — Можно мне называть тебя Петрушкой? (Режиссёр-постановщик: Карл-Хайнц Хейман) (ГДР)
- 1982 — Тройное сальто (Режиссёр-постановщик: Александру Георге Крайтору) (Румыния)

## Признание и награды
Был звукооператором на фильмах, получивших признание в СССР и за рубежом:
- 1963 — День счастья — Почётный Диплом на МКФ в Локарно, Швейцария (1964).
- 1966 — В городе С. — Приз «Капитолийский юпитер» на МКФ в Риме, Италия (1967).
- 1970 — Салют, Мария! — Вторая премия на МКФ в Боготе, Колумбия (1972) и на МКФ в Коломбо, Шри-Ланка (1972).
- 1973 — Где это видано, где это слыхано — Приз ЦК ВЛКСМ за лучший фильм на X Вгиковском фестивале короткометражных фильмов (1974); Приз за лучшую кинокомедию на X Вгиковском фестивале короткометражных фильмов (1974).
- 1973 — Пожар во флигеле, или Подвиг во льдах — Главный приз на МФТФ «Юность» в Мюнхене, ФРГ (1974).
- 1974 — Премия — Большой приз фильму на VIII ВКФ (1975); Приз ВЦСПС фильму на VIII ВКФ (1975); Приз «Золотая медаль» фильму на XVII МКФ в Авелино, Италия (1976); Почётный приз фильму на МКФ цветного кино в Барселоне, Испания (1976).
- 1975 — Старший сын — Приз интервидения в разделе драматических произведений на XIII МФТФ в Праге, ЧССР (1976).
- 1976 — Ключ без права передачи — Приз ЦК ЛКСМ Латвийской ССР фильму на X (1977); Приз детского жюри зрителей фильму на X ВКФ (1977); Специальный приз жюри конкурса фильмов для детей фильму на X МКФ в Москве (1977); Почётный диплом «Кекец» фильму на VIII МКФ лучших фильмов мира «Фест» в Белграде, Югославия (1978); Особый диплом на VIII МКФ для детей в Джифони, Италия (1978).
- 1978 — Дети как дети — Приз интервидения фильму на XV МФТФ «Злата Прага» в Праге, ЧССР (1978).
- 1980 — Свет в окне — Диплом жюри телефильму на IX ВФТФ (1981).
- 1985 — Софья Ковалевская — Первый приз телефильму на МКФ многосерийных телевизионных фильмов в Кьянчано-Терма, Италия (1986).